# Øksfjord
Øksfjord est le centre administratif de la municipalité de Loppa, en Norvège. Il comptait 510 habitants en 2006. Escale de l'Hurtigruten entre Skjervøy et Hammerfest et tête d'une ligne de ferry vers le port d'Hasvik sur l'île de Sørøya.

## Photos

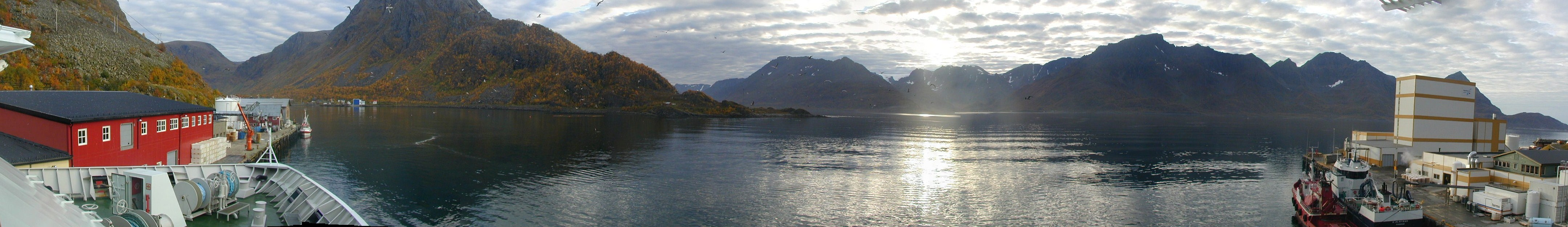

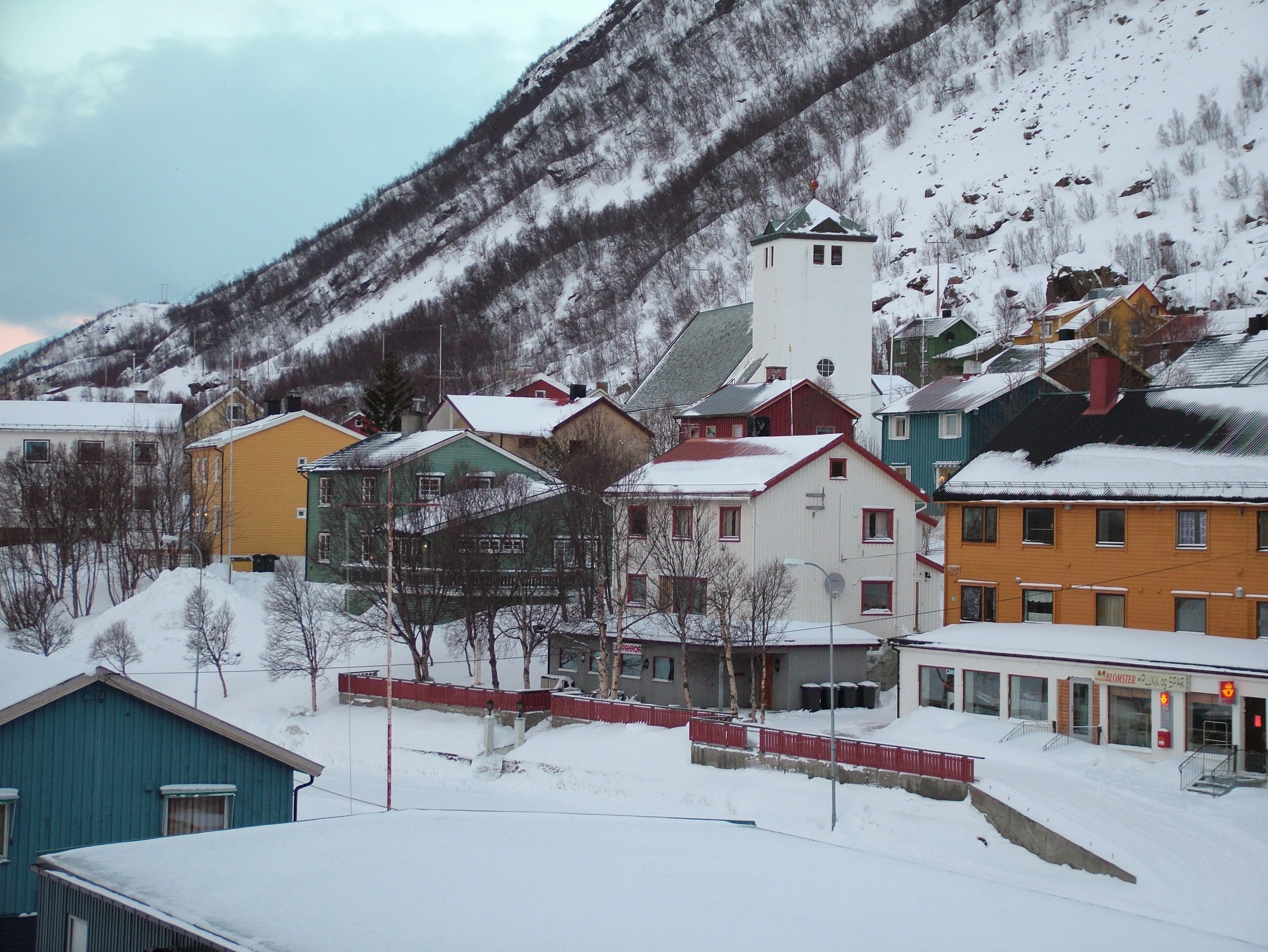
Vue du village
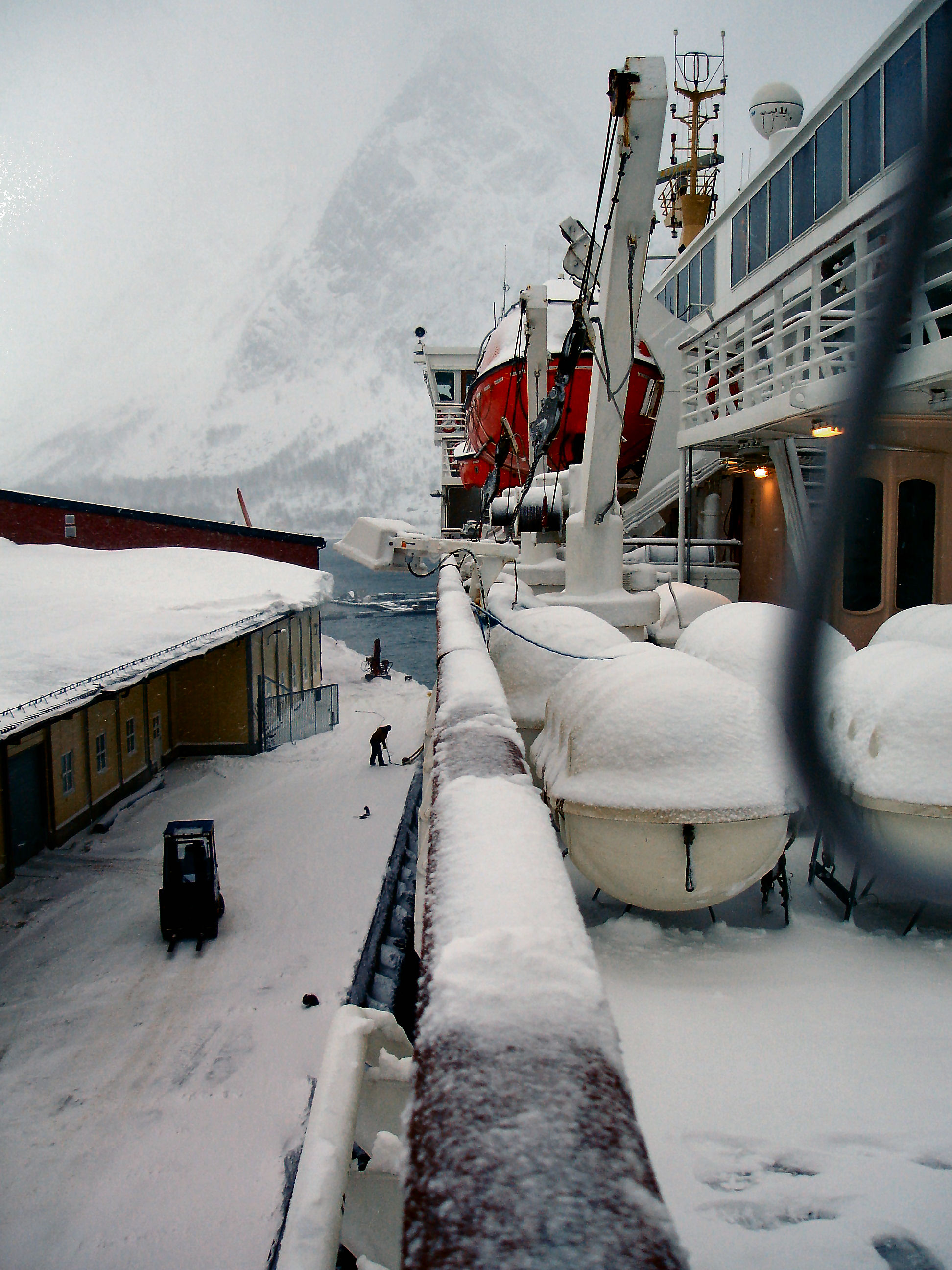
Bateau amarré à Øksfjord
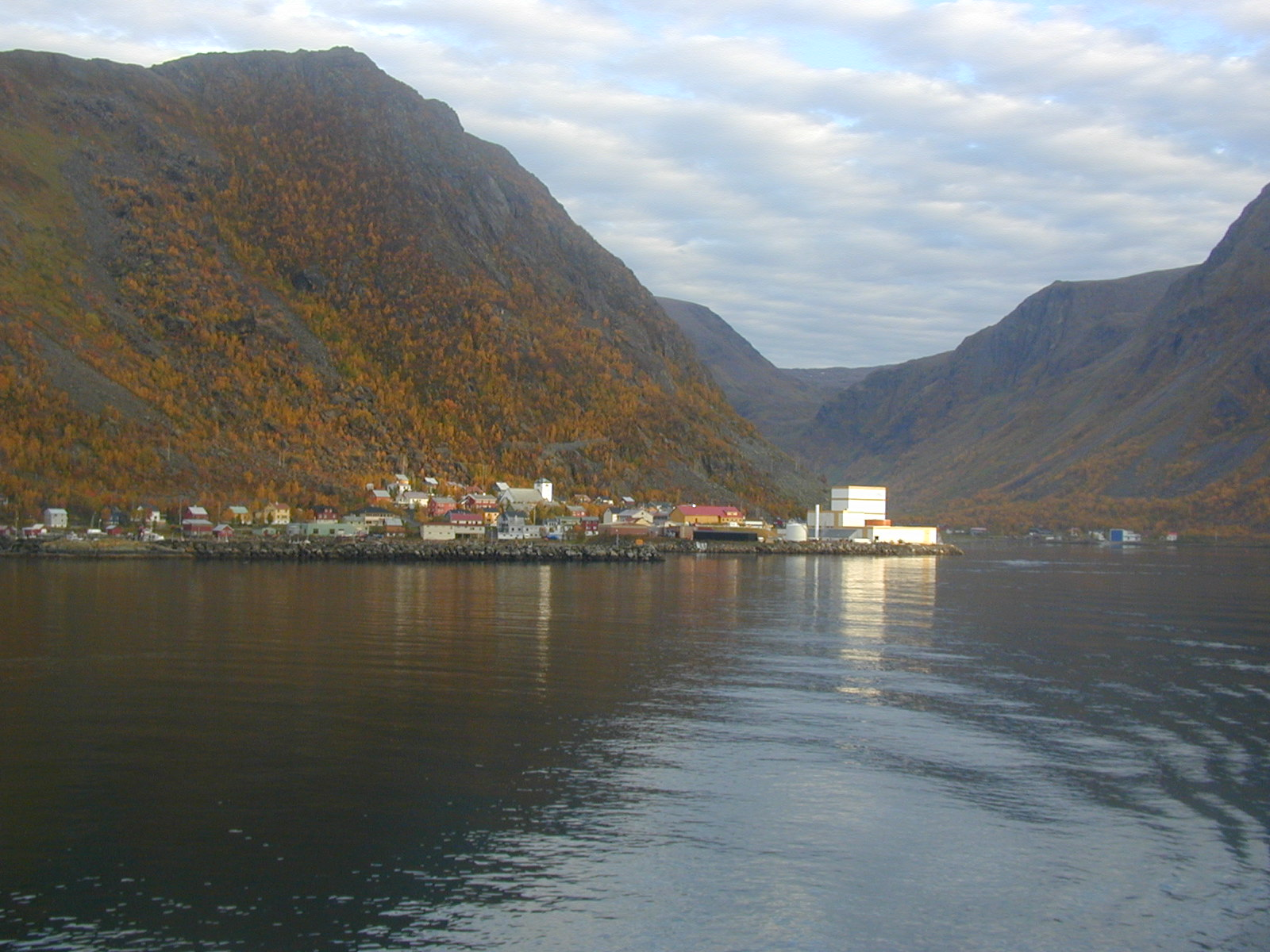
Vue du village
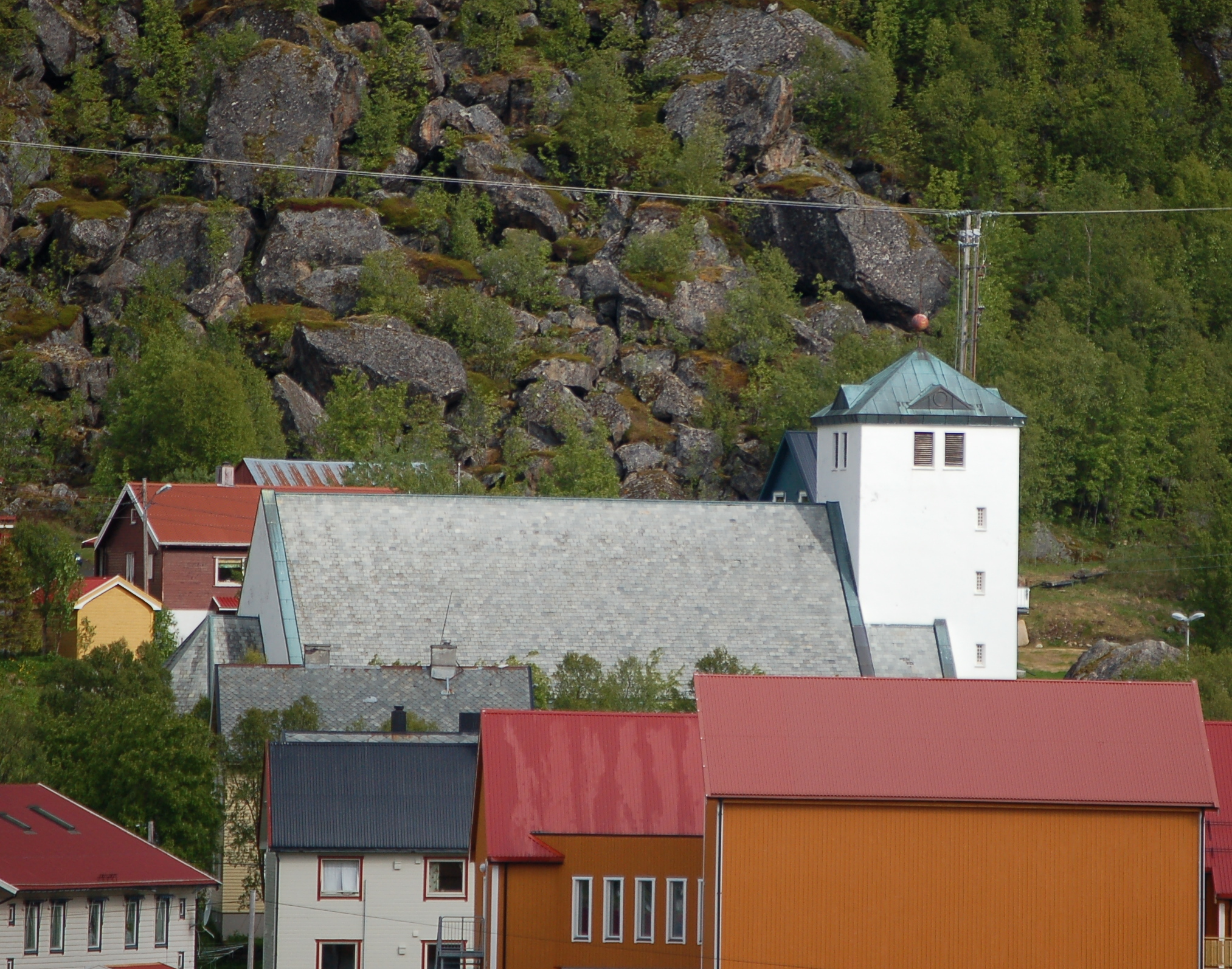
Vue de l'église d'Øksfjord